# Chuck und Larry – Wie Feuer und Flamme
Chuck & Larry – Wie Feuer und Flamme (Originaltitel I Now Pronounce You Chuck & Larry) ist eine Filmkomödie aus dem Jahr 2007 des Regisseurs Dennis Dugan mit Adam Sandler und Kevin James in den Hauptrollen. 

## Handlung
Playboy Chuck Levine und der seit drei Jahren verwitwete Larry Valentine, ein alleinerziehender Vater zweier Kinder, sind befreundete, jedoch völlig unterschiedliche Feuerwehrmänner in Brooklyn. Eines Tages fällt dem bodenständigen Larry auf, dass er es versäumt hat, die erarbeiteten Pensionsansprüche seiner Frau auf die zwei gemeinsamen Kinder zu übertragen und so finanziell vorzusorgen. Seine Pensionskasse wäre aber bereit, seine Kinder als Begünstigte zu akzeptieren und diese somit finanziell abzusichern, wenn es ihm schnellstmöglich gelingt, eine neue Ehe einzugehen. Als Chuck bei einem gefährlichen Feuerwehreinsatz in Lebensgefahr gerät, rettet Larry ihm das Leben. Chuck ist Larry nicht nur dankbar, sondern fühlt sich ihm gegenüber nun auch verpflichtet. Zufällig liest Larry am Tag darauf einen Zeitungsbericht über häusliche Lebensgemeinschaften (Domestic Partnership) von gleichgeschlechtlichen Paaren. Spontan fährt er um vier Uhr in der Früh zu Chuck und bittet seinen besten Freund darum, mit ihm so eine Partnerschaft einzugehen, damit er seine Versorgungslücke schließen kann und seine Kinder abgesichert sind. Chuck willigt zögernd ein, nachdem Larry ihm versichert hat, dass niemand von ihrer Zweckgemeinschaft erfahren wird.
Nachdem die Pensionskasse einen Prüfer beauftragt hat, den Fall zu untersuchen, engagiert das Scheinehepaar die attraktive Anwältin Alex McDonough. Chuck verliebt sich in sie, muss ihr seine Liebe jedoch zunächst verheimlichen, um den Schein der homosexuellen Lebensgemeinschaft aufrechtzuerhalten. Nachdem er eine Zeit lang den schwulen Kumpel gemimt hat, kommen sich beide näher und küssen sich. Das Lügengerüst der beiden gerät ins Wanken.
Letztendlich können Chuck und Larry ihre Lüge jedoch aufrechterhalten. Als die beiden sich aber während einer Verhandlung, zum Beweis der Echtheit ihrer Partnerschaft, küssen sollen, geht ihr Vorgesetzter Captain Tucker dazwischen und lässt beide als heterosexuelle Lügner auffliegen. Ihnen droht nun eine Gefängnisstrafe. Als die gesamte Feuerwehrbelegschaft, die die beiden Scheinschwulen bis vor der Verhandlung noch ausgegrenzt hat, sich mit den beiden solidarisiert, werden auch diese wegen Beihilfe angeklagt und landen gemeinsam mit Chuck und Larry in einer Zelle. Dort werden sie später von Stadtrat Banks besucht, der ihnen vorschlägt, die Anklagepunkte fallen zu lassen, wenn sie den Betrug gestehen. Der Stadtrat würde die Straftat dann nur noch als Ordnungswidrigkeit verfolgen. Da die beiden in der Homosexuellen-Szene inzwischen nicht nur einen hohen Bekanntheitsgrad genießen, sondern auch noch nach ihrer Beichte als Vorbilder im Kampf für Gleichberechtigung angesehen werden, sollen sich Chuck und Larry auch gemeinsam mit ihren Feuerwehrkollegen dazu verpflichten, sich für einen Benefiz-Kalender zugunsten der AIDS-Forschung fotografieren zu lassen.

## Hintergrund
- Die Handlung des Films weist starke Ähnlichkeiten mit der australischen Filmkomödie Schräge Bettgesellen aus dem Jahre 2004 auf. Im November 2007 leiteten deren Produzenten deswegen rechtliche Schritte gegen Universal Studios wegen Urheberrechtsverletzung ein.[3]
- Rob Schneider spielt im Film den asiatischen Priester. Seine Rolle wurde als Yellowfacing-Darstellung kritisiert, also einer geschminkten, weißen Person, die durch stereotype Darstellung nur die oberflächlichen Vorurteile gegenüber Asiaten wiedergibt, was als eine Form von Rassismus angesehen wird.[4]
- Regisseur Dennis Dugan spielt im Film einen homophoben Taxifahrer. Adam Sandlers Frau Jackie ist kurz als Lehrerin im Film zu sehen. Musiker Dave Matthews hat eine kleine Nebenrolle als homosexueller Verkäufer. Der offen schwule Sänger Lance Bass spielt einen Bandleader und Sänger während der Hochzeitsfeier.
- Larrys Nachname ist Valentine und soll wohl eine Anspielung auf Kevin James’ Bruder Gary Valentine sein
- Das große Bild in Alex’ Wohnung zeigt den Baseballspieler Babe Ruth.
- Der Film wurde in New York City und Niagara Falls (Ontario) gedreht. Die Studioaufnahmen entstanden in den Universal Studios in Los Angeles.[5]
- Filmstart in den Vereinigten Staaten war am 20. Juli 2007, in Deutschland am 27. September 2007.[6]
- Weltweit spielte der Film mehr als 186 Millionen US-Dollar ein, davon rund 120 Millionen US-Dollar in den Vereinigten Staaten.[7]
- David Spade hat einen Gastauftritt als Dragqueen in einer Disco und später bei einer Demonstration. Blake Clark hat einen Gastauftritt als Obdachloser bei der Hochzeit.
- Adam Sandler, Kevin James, Rob Schneider, David Spade, Blake Clark und Steve Buscemi standen 2010 im Film Kindsköpfe desselben Regisseurs wieder gemeinsam vor der Kamera.

## Synchronisation
Der Film wurde bei der Berliner Synchron vertont. Horst Müller schrieb das Dialogbuch, Marcel Collé führte die Dialogregie.
| Rolle                     | Schauspieler        | Synchronsprecher   |
| ------------------------- | ------------------- | ------------------ |
| Chuck Levine              | Adam Sandler        | Dietmar Wunder     |
| Larry Valentine           | Kevin James         | Thomas Karallus    |
| Alex McDonough            | Jessica Biel        | Gundi Eberhard     |
| Captain Phineas J. Tucker | Dan Aykroyd         | Thomas Danneberg   |
| Fred G. Duncan            | Ving Rhames         | Tilo Schmitz       |
| Clinton Fitzer            | Steve Buscemi       | Santiago Ziesmer   |
| Renaldo Pinera            | Nicholas Turturro   | Bernhard Völger    |
| Steve                     | Allen Covert        | Stefan Staudinger  |
| Sara Powers               | Rachel Dratch       | Sabine Arnhold     |
| Stadtrat Daniel Banks     | Richard Chamberlain | Thomas Fritsch     |
| Kevin McDonough           | Nick Swardson       | Karlo Hackenberger |
| Teresa                    | Mary Pat Gleason    | Gisela Fritsch     |
| asiatischer Pastor        | Rob Schneider       | Gerald Schaale     |

## Kritiken
Filmkritiker David Beirne von MovieFix meinte, für jeden, der den australischen Spielfilm Strange Bedfellows gesehen hat, wäre die Handlung von Chuck & Larry alles andere als neu. Vielmehr wäre es verwunderlich, wie offensichtlich die Prämisse von Strange Bedfellows kopiert wurde.

„Trotz etlicher Albernheiten eine durchaus hintergründige Komödie, die für Toleranz eintritt. Dabei hält sie für ihren schwadronierenden Hauptdarsteller einige Kabinettstücke bereit.“

„Chuck und Larry – Wie Feuer und Flamme ist vor allem eine gelungene Komödie, die ihrem Thema und ihren zwei Hauptfiguren treu bleibt. Auch die heterosexuelle Zuneigung zwischen Chuck und seiner Anwältin wird nicht in den Vordergrund gerückt. Allerdings überwindet der Film bis zum Schluss seine durch den Blickwinkel der Protagonisten vorgegebene Außenperspektive auf Homosexuelle nicht: Sie bleiben hier letztlich Staffage, und Lesben kommen kaum vor. Dafür hopsen öfter Schwule durchs Bild, die sich in schrille Klamotten werfen oder zumindest unter der Dusche mit hoher Stimme Popsongs intonieren.“

„Ganz ehrlich? Man könnte sich über Chuck und Larry ärgern. Dass kein Geringerer als Alexander Payne (Oscar für Sideways) als Skript-Doktor am Werk war, ist kaum zu merken: platte Stereotypen, albern antiquiert – zumindest für Europäer. Andererseits zielt dieser Film auf eine Klientel ab, die keine zehn Pferde in Brokeback Mountain kriegen würden. Adam Sandlers Fans (und in den USA ist das die breite Masse) beförderten die harmlose Klamotte pronto auf Platz 1 der Kinocharts: That’s entertainment, man! Sogar jener homophobe ‚Sandlerista‘, der im Internet schimpft, Kanada werde als eine Nation von ‚gay lovers‘ verfemt, hat gegrölt. Als Plädoyer für mehr Toleranz kommt der Klamauk arg plump daher. Aber die Message – vorgetragen im gewohnt derben Sandler-Ton – ist unmissverständlich: ‚Jeder hat das Recht, sich in den Hintern zu schieben, was immer er will.‘ Fazit: Ich und Er: Infantiles Buddy-Movie, das gerade noch die Kurve kriegt – bloß nicht zu ernst nehmen.“

## Auszeichnungen
- Für die Verleihung des Negativpreises Goldene Himbeere 2008 war der Film achtmal nominiert:
  - Schlechtester Film
  - Schlechtester Schauspieler (Adam Sandler)
  - Schlechtester Regisseur (Dennis Dugan)
  - Schlechtestes Leinwandpaar (Adam Sandler, Kevin James, Jessica Biel)
  - Schlechtestes Drehbuch (Barry Fanaro, Alexander Payne und Jim Taylor)
  - Schlechtester Nebendarsteller (Kevin James)
  - Schlechtester Nebendarsteller (Rob Schneider)
  - Schlechteste Nebendarstellerin (Jessica Biel)
- Für die Verleihung der Goldenen Himbeere 2010 war Rob Schneider – unter anderem für seine Rolle in diesem Film – als Schlechtester Schauspieler des Jahrzehnts nominiert.
- Die Deutsche Film- und Medienbewertung FBW in Wiesbaden verlieh dem Film das Prädikat „wertvoll“.[13]